# Beaver (Oklahoma)
Beaver település az Amerikai Egyesült Államok Oklahoma államában, Beaver megyében, melynek megyeszékhelye is. Lakosainak száma 1280 fő (2020. április 1.).

## Népesség
A település népességének változása:

| 2010 | 1 515 |
| 2020 | 1 280 |